# Clepticus
A Clepticus a sugarasúszójú halak (Actinopterygii) osztályába a sügéralakúak (Perciformes) rendjébe és az ajakoshalfélék családjába tartozó nem.

## Rendszerezés
A nembe az alábbi 3 faj tartozik:
- Clepticus africanus
- Clepticus brasiliensis
- Clepticus parrae